# Triac

Schakelsymbool van een triac

Een triac, van triode (zie: triode) for alternating current, is een elektronische component, die tot de categorie van de halfgeleiderschakelaars behoort. Een triac kan opgebouwd worden gedacht als twee antiparallel geschakelde thyristors en daarmee als een speciale variant van de thyristor worden gezien. De triac is in werkelijkheid uit één halfgeleiderkristal opgebouwd.
Een triac heeft drie aansluitingen: elektrode 1, elektrode 2 en de gate (g). Er kan niet van anode en kathode worden gesproken, omdat de polariteit bij deze component niet vast ligt, zoals bij de thyristor, maar toch worden de aanduidingen A1 en A2 veel gebruikt. Men spreekt in het Engels van main terminal, MT1 en MT2.

## Werking

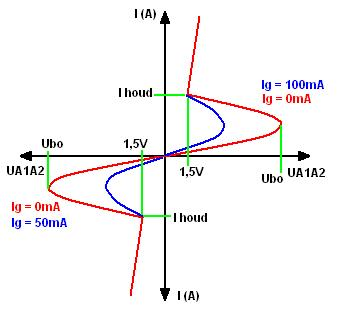
Karakteristiek van een triac

De werking van de triac lijkt sterk op die van de thyristor. Deze component wordt in geleiding gestuurd door een stroompuls, de 'ontsteekpuls', via de logische poort van de triac te sturen. Uit de grafiek kan worden afgeleid dat de triac ook zonder puls in geleiding kan worden gestuurd, namelijk door de spanning over de component hoger te maken dan Ubo. Dit is echter niet de juiste, gecontroleerde methode om de triac in geleiding te brengen, het verhoogt het risico op beschadiging. Om geleiding te bewerkstelligen is een ontsteekpuls op de logische poort en een voldoende hoge spanning over de hoofdaansluitingen van de triac nodig. Tijdens geleiding is de spanning over de component 0,6 tot 1,0 volt. Afhankelijk van het type en de koeling kan de triac een elektrische stroom tussen 100 mA en vele honderden ampères verwerken.
De triac kan zowel tijdens de positieve als de negatieve periode geleiden. Dat is anders dan bij de thyristor, die alleen tijdens de positieve periode kan schakelen. De triac moet voor een volledige geleiding tijdens de positieve en de negatieve periode worden ontstoken. Daarbij speelt de polariteit van de ontsteekpuls geen rol. Bij het ontsteken wordt in de regel gebruikgemaakt van een puls of een reeks van pulsen in plaats van een constante spanning, net als bij de thyristor. Dit beperkt de vermogendissipatie in de component.
De triac kan uit geleiding worden gebracht, gaan 'sperren', als de hoofdstroom door de component onder een bepaalde waarde daalt. De minimale stroom die nodig is om de geleiding in stand te houden wordt de houdstroom genoemd. Bij een wisselstroom zal de triac bij elke polariteitswisseling rond de nuldoorgang door deze oorzaak uit geleiding raken. 100% geleiding is in een schakeling die door één triac en zijn stuurcircuit wordt gestuurd en met wisselstroom wordt gevoed nooit mogelijk. Vlak voor de nuldoorgang daalt de stroom tot onder de houdstroom en zal de geleiding wegvallen. Er zijn daarentegen speciale schakelingen die de tijdsduur van isolatie verkorten.

## Toepassingen
- dimmers
- zuigkrachtregeling in stofzuigers

Schematische opbouw

- toerentalregeling van wisselspanning boormachines (niet bij accuboormachines)
- lichtsturingen in een discotheek
- halfgeleiderrelais